# Romain Plantey
Pas d'image ? Cliquez ici

a Compétitions nationales et continentales officielles uniquement.

Dernière mise à jour le 24 février 2012.
Romain Plantey, né le 8 novembre 1985, est un joueur de rugby à XV français qui évolue au poste d'ailier au sein de l'effectif de l'Union sportive de Salles depuis 2015. C'est un véritable retour aux sources pour ce surdoué du ballon ovale, symbolisé par le titre de champion de France de fédérale 3 obtenu au cours de la saison 2015-2016.